# Lo Puèi de Velai
Lo Puèi de Velai ([luˈpœj ðə vəˈlaj], en francès i oficialment Le Puy-en-Velay), és una ciutat de França, capital del departament de l'Alt Loira, a la regió d'Alvèrnia-Roine-Alps. És la capital de la comarca occitana del Velai. Està situada a la vora del riu Bòrnha, afluent del riu Loira. Està dominada per la Roca Cornelha, que conté una monumental imatge de la Mare de Déu.

## Economia

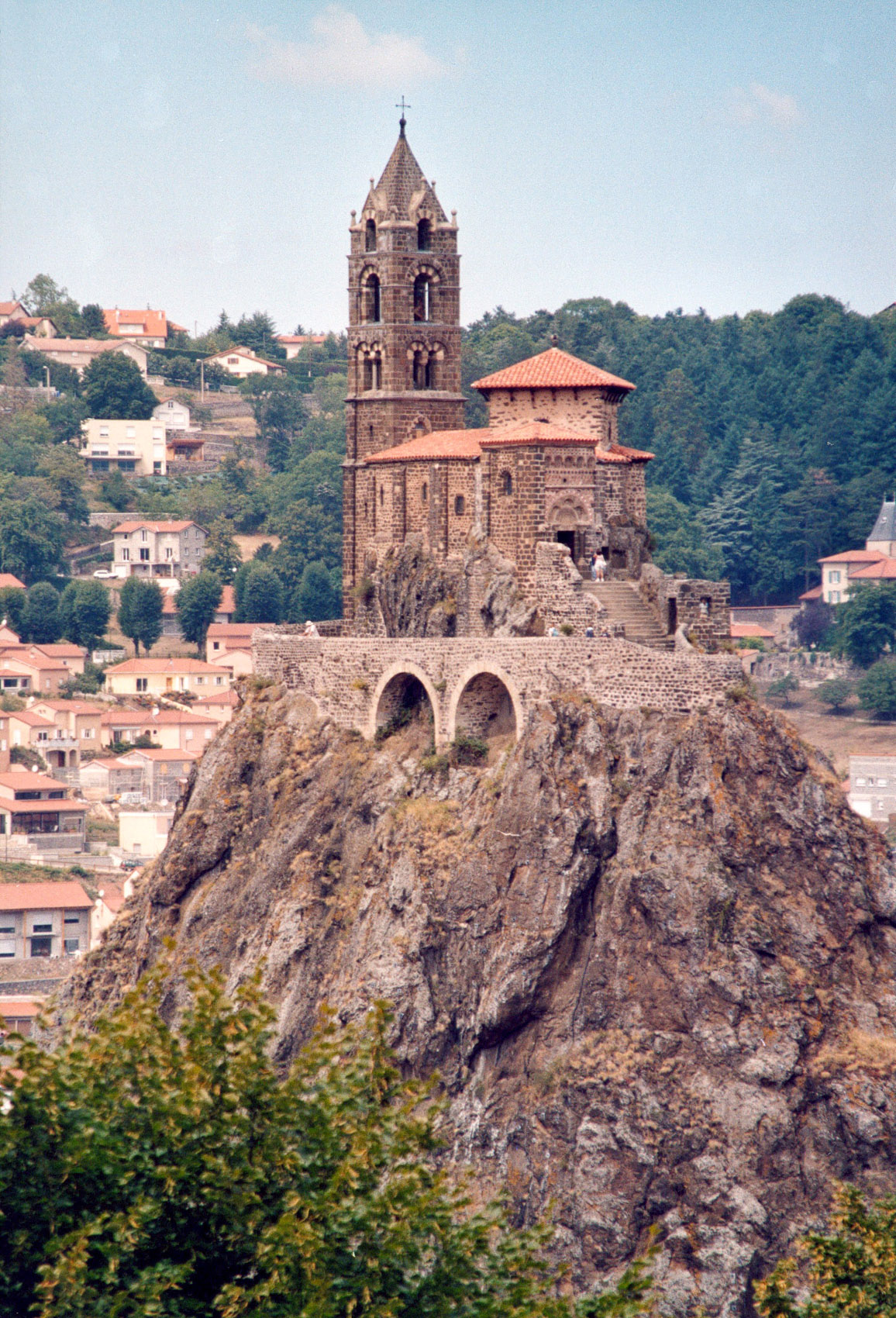
Capella de Sant Miquel d'Agulla (Sant Michial d'Agulha)

És una ciutat eminentment industrial, amb indústries alimentàries i de licors, i també de la confecció. Són famoses, sobretot, les puntes de coixí, conegudes des de l'edat mitjana, que tingueren una gran anomenada als segles xvii i XVIII i, posteriorment, a partir del 1830, amb la introducció de nous models; al segle xx el treball de les puntes és fet gairebé tot a màquina.

## Història
Habitada antigament pel poble dels vellaves, als seus voltants els romans fundaren el poblat d'Anicum, organitzat com a seu de bisbat ja en el segle iii. Fou una ciutat de pelegrinatges durant l'edat mitjana, com el que va fer, el 950 o 951, Godescalc, bisbe de Lo Puèi de Velay, a Santiago de Compostel·la. Molts tractadistes han vist una influència mossàrab en la decoració del santuari de la Mare de Déu del Puèi (Nòstra Dòna de Lo Puèi), obra primitiva a la qual hom afegí una nau romànica cupulada al segle XII; conté un claustre carolingi amb afegits romànics posteriors i pintures romàniques que representen sant Miquel amb les vestidures imperials, i guarda la Bíblia carolíngia de Teodulf. La ciutat inclou també l'església de Sant Laurenç (s. XIII) i nombroses cases antigues, romàniques i gòtiques.

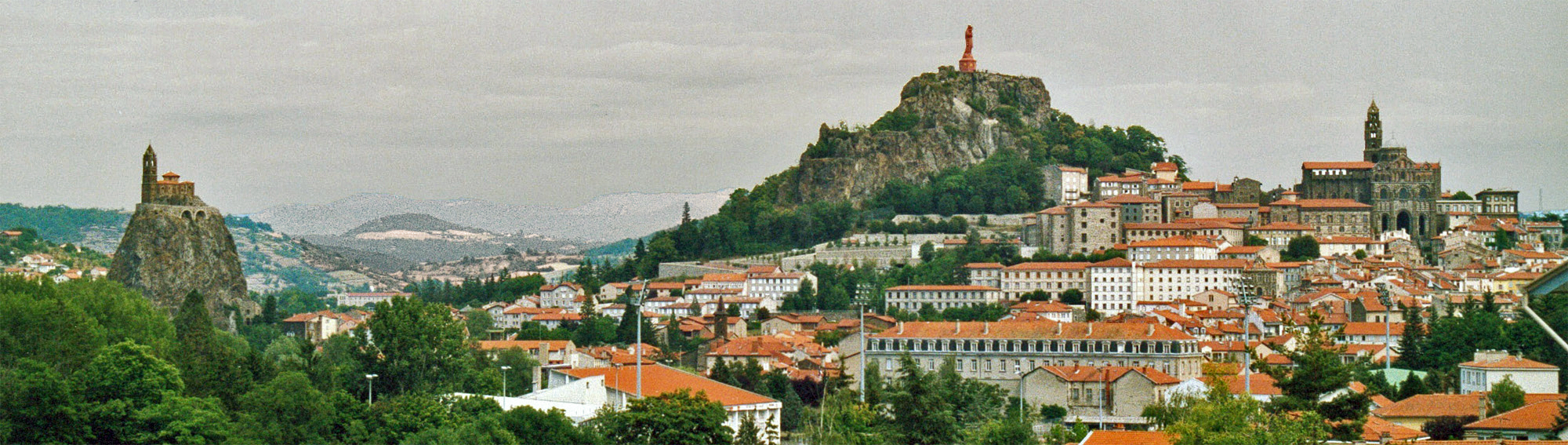
Vista panoràmica